# کارل مایر وان روتشیلد
کارل مایر وان روتشیلد (انگلیسی: Carl Mayer von Rothschild; ۲۴ آوریل ۱۷۸۸ – ۱۰ مارس ۱۸۵۵) کارآفرین، سیاستمدار و بانکدار اهل آلمان بود.
وی یک بانکدار متولد فرانکفورت در پادشاهی دو سیسیل و بنیانگذار شاخه نئوپولیتن خانواده برجسته روتشیلد بود.